# 넘버 원 (잡지)
넘버 원(영어: Number One)은 영국의 팝 음악을 다룬 잡지로, 청소년을 대상으로 하였으며 1983년부터 1992년까지 총 9년 동안 발간되었다. 초창기에는 No. 1으로 표기됐다.

## 개요
넘버 원은 1983년 5월 7일 창간호가 발간되었으며, 1992년 폐간하였다. 창간 당시 유명하였던 스매시 히츠의 대항마로 발간되었다. 넘버 원은 비슷한 가격의 스매시 히츠보다 더 적은 페이지 수와 컬러 인쇄가 적었음에도 "우리의 힘은 우리의 주간 연재에서 나온다"고 주장하였다. 주간지로서 운영되며 가장 인기가 많았던 것은 매주 싱글 및 음반 차트를 게시한다는 점이었는데, 이는 당시 격주로 발행되던 스매시 히츠에서는 할 수 없었던 것이었다. 처음에는 같은 회사였던 뉴 뮤지컬 익스프레스(매주 발행되었으나, 넘버 원이나 스매시 히츠보다는 록 음악을 위주로 다루었다)가 발행하는 상위 75위까지의 싱글 및 음반 차트를 가져왔다. 1990년 초에 넘버 원은 매 호당 13만 부를 조금 넘는 수치를 기록했으나, 스매시 히츠는 당시 매 호당 78만 여 부를 기록하였다.